# Petit Spot
Petit Spot ist die Bezeichnung für eine bis zu Beginn des 21. Jahrhunderts unbekannte Form von Vulkanismus, die in relativ engem Zusammenhang mit Subduktionszonen steht. Die vulkanische Aktivität, die nur verhältnismäßig kleine Vulkanbauten erzeugt, findet jedoch weder innerhalb der Subduktionszone, noch auf der Oberplatte statt, sondern außerhalb der Subduktionszone auf der Unterplatte, das heißt auf der abtauchenden Lithosphärenplatte.

## Entdeckung
Petit-Spot-Vulkane wurden erstmals 2001 durch ein Team japanischer Geologen um Naoto Hirano anhand von geologisch sehr jungen Basaltproben beschrieben, die an einer bestimmten Stelle am oberen Osthang des Japangrabens (39°23′ N, 144°16′ E, in der Literatur site A genannt) in rund 7350 Metern Tiefe gesammelt worden waren. Dies war sehr überraschend, da die bis dahin bekannten Seamounts in diesem Bereich des Pazifiks ein Alter von mehr als 100 Millionen Jahren (Unterkreide) aufweisen und in der Gegend auch kein aktiver Hotspot bekannt war. Im Ergebnis weiterer Erkundungen und Beprobungen dieser Region veröffentlichten Hirano und Kollegen 2006 einen Aufsatz im renommierten Wissenschaftsmagazin Science, in dem sie für dieses Phänomen den Terminus Petit Spot prägten. Mittlerweile sind Petit-Spot-Vulkane auch am Tonga- und Chilegraben entdeckt worden.

## Eigenschaften
Petit-Spot-Vulkane sind maximal wenige hundert Meter hoch, bei einer Grundfläche von einigen wenigen Quadratkilometern und einem Gesteinsvolumen von weniger als einem Kubikkilometer. Sie werden in der Literatur daher auch als „kleine Hügel“ oder „Kuppen“ (engl. knolls) bezeichnet. Sie kommen zwar in der Nähe von Subduktionszonen vor, jedoch, anders als die bislang bekannten und mit Subduktion in Zusammenhang gebrachten Vulkane, nicht auf der Oberplatte, sondern auf der Unterplatte, das heißt auf der im Abtauchen begriffenen ozeanischen Lithosphärenplatte. Petit-Spot-Vulkane sind zudem mit einigen wenigen Millionen Jahren geologisch sehr jung, insbesondere im Verhältnis zur ozeanischen Kruste, der sie aufsitzen. Das jüngste Auswurfmaterial, das kaum mehr als 50.000 Jahre alt sein könnte, wurde hierbei nicht in der ersten Lokalität an der Grabenflanke (site A) gefunden, sondern in einer zweiten Lokalität, ca. 550 Kilometer ostsüdöstlich der ersten (site B).
Bei den Gesteinen handelt es sich um „frische“, das heißt nicht unter dem Einfluss von Meerwasser im Mineralbestand veränderte, oft blasenreiche basaltische Laven. Vor allem ihr frischer Zustand unterscheidet sie deutlich von den kreidezeitlichen Basalten in ihrer Umgebung. Petrographisch exakt können diese Gesteine als kaliumreiche Shoshonite, Trachybasalte, Basanite und natriumreiche Basanite angesprochen werden. Diese zeigen eine Abreicherung an schweren Seltenerdmetallen (HREE) sowie eine Anreicherung an Edelgas-Isotopen, die dem Zerfall von radioaktiven Elementen entstammen (speziell Argon-40 und Neon-21).

## Ursachen

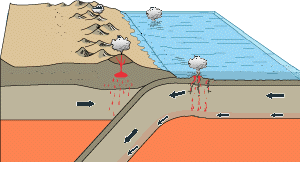
Schematische Darstellung einer Subduktionszone vom Anden-Typ mit subaerischem Vulkanismus auf der Oberplatte und submarinem Petit-Spot-Vulkanismus auf der Unterplatte

Es wird vermutet, dass die Magmenförderung an Petit Spots maßgeblich durch die Deformation der ozeanischen Platte hervorgerufen wird. Zwischen dem Japangraben und der eigentlichen Tiefsee-Ebene des Westpazifiks erstreckt sich eine parallel zum Graben verlaufende Schwelle, die sich in Schwerefeldmessungen durch eine positive Anomalie auszeichnet. Dies legt nahe, dass sich dort die Pazifischen Platte leicht aufwölbt, bevor sie an der Subduktionszone abknickt. Diese Schwelle wird outer bulge („äußerer Wulst“) oder outer rise („äußere Schwelle“) genannt (im konkreten Fall auch Hokkaido outer rise).
Da die Abreicherung an HREE einen Ursprung der Laven in der oberen Asthenosphäre, in der sogenannten Low Velocity Zone (LVZ) in einer Tiefe von rund 90 Kilometern vermuten lässt, wird angenommen, dass die tektonischen Spannungen, die infolge der Aufwölbung an der Unterseite der Lithosphärenplatte auftreten, die geringen Mengen an in der LVZ vorhandenen Schmelzen fokussieren und an Spalten in der Lithosphäre in Richtung Oberfläche aufpressen. Dies erklärte den geringen Umfang der Lavaförderung. Ein hohes 40Ar/36Ar- und niedriges 20Ne/21Ne-Verhältnis zeigt ebenfalls, dass die Ursprungsregion wahrscheinlich nicht im fertilen, primitiven tiefen Mantel lag, sondern in einem abgereicherten Teil des Mantels in der oberen Asthenosphäre. Dem gegenüber stehen relativ kleine Verhältnisse von 143Nd/144Nd und 206Pb/204Pb sowie ein erhöhtes 87Sr/86Sr-Verhältnis, wie sie eher charakteristisch für die sogenannten ocean island basalts des Hotspot-Vulkanismus sind, als deren Quelle der tiefe, primitive Mantel gilt. Dies wäre jedoch mit der lokalen Präsenz angereicherten Mantelgesteins (bspw. Reste aufgearbeiteter subduzierter ozeanischer Kruste) in der LVZ erklärbar. Dieses hat eine geringere Schmelztemperatur als das abgereicherte Gestein, sodass sich angesichts der insgesamt geringen Mengen an vorhandenen Schmelzen die Nd-, Pb- und Sr-Isotopenverhältnisse zugunsten von Magmen verschöben, die aus solchen sekundär angereicherten Bereichen stammen. Edelgase sind hingegen mobiler und verteilen sich gleichmäßiger, sodass ihre Isotopenverhältnisse die Ursprungsregion verlässlicher anzeigen. Ebenfalls ein Hinweis auf den Ursprung in der oberen Asthenosphäre ist der teilweise offenbar sehr hohe Gehalt des Magmas an Kohlendioxid (CO2), das beim Erreichen der Oberfläche ausgast und somit den Blasenreichtum einiger Petit-Spot-Basalte hervorruft. Ein hoher CO2-Gehalt senkt, ähnlich wie auch ein hoher Wassergehalt, den Schmelzpunkt des Mantelgesteins, sodass trotz der relativ hohen Lithosphärendicke und des entsprechend hohen Druckes in der oberen Asthenosphäre Schmelzen existieren können.
Das geringe Alter der Förderprodukte aus der am Osthang des Hokkaido outer rise gelegenen Lokalität (site B) und das höhere Alter der Basalte aus der Lokalität an der Grabenflanke des Japangrabens (site A) zeigt, dass die vulkanische Aktivität anscheinend auf den Bereich des leichten Aufwärts-Knicks der Pazifischen Platte beschränkt ist. Die Aktivität erlischt, sobald der entsprechende Plattenabschnitt den Bereich dieses Knicks überquert hat. Angesichts der um ein Vielfaches größeren Hotspot-Vulkane, deren Aktivitätsphasen ebenfalls durch die Plattenbewegungen bestimmt werden, ist die Ursache für die geringe Größe der Petit-Spot-Vulkane aber eher darin zu suchen, dass in Abwesenheit eines Hotspots unmittelbar unterhalb der Lithosphäre nur eine geringe Menge an aufgeschmolzenem Material existiert, das potenziell für die Lavenförderung zur Verfügung steht.